# ドミンゴ・サアベドラ
ドミンゴ・サアベドラ（Domingo Saavedra、1997年12月15日 - ）は、スーペル・ラグビー・アメリカス、セルクナムに所属するラグビーユニオン選手。

## プロフィール
- チリサンティアゴ出身[1]。
- ポジションはウィング(WTB)、センター(CTB)。
- 身長 181cm、体重 95kg
- U20チリ代表に選ばれたことがある[2]。
- チリ代表キャップは34（2024年12月現在）でラグビーワールドカップ2023のチリ代表に選ばれた[3]。

## 略歴
セルクナム、ニューオーリンズ・ゴールドを経て、2024年、セルクナムに復帰。